# ルーカス・ダ・シウヴァ・イジドロ
ルーカス・ミネイロ（Lucas Mineiro）ことルーカス・ダ・シウヴァ・イジドロ（ポルトガル語: Lucas da Silva Izidoro、1996年2月24日 - ）は、ブラジルのサッカー選手。ポジションはMF。クイアバEC所属。

## 来歴
ミナスジェライス州ベロオリゾンテに生まれた。ヴィラ・ノヴァACの下部組織に入団し、2015年3月8日にカンピオナート・ミネイロでカカに代わって途中出場し選手初出場。8月にはカンピオナート・ブラジレイロ・セリエDでも初出場した。
2016年にアソシアソン・シャペコエンセ・ジ・フチボウのユースに移籍。6月11日にはデネルに代わって投入されてカンピオナート・ブラジレイロ・セリエA初出場。同年シャペコエンセはラミア航空2933便墜落事故により多くの選手を失うが、彼は帯同メンバー外であったために難を逃れた。
2018年にAAポンチ・プレッタに期限付き移籍。
2020年2月、期限付き移籍でセレッソ大阪に加入。
2020年9月2日、プリメイラ・リーガのジル・ヴィセンテFCへの期限付き移籍が発表された。

## 個人成績
| 国内大会個人成績 | 国内大会個人成績 | 国内大会個人成績 | 国内大会個人成績 | 国内大会個人成績 | 国内大会個人成績 | 国内大会個人成績 | 国内大会個人成績 | 国内大会個人成績 | 国内大会個人成績 | 国内大会個人成績 | 国内大会個人成績 |
| 年度             | クラブ           | 背番号           | リーグ           | リーグ戦         | リーグ戦         | リーグ杯         | リーグ杯         | オープン杯       | オープン杯       | 期間通算         | 期間通算         |
| 年度             | クラブ           | 背番号           | リーグ           | 出場             | 得点             | 出場             | 得点             | 出場             | 得点             | 出場             | 得点             |
| 日本             | 日本             | 日本             | 日本             | リーグ戦         | リーグ戦         | リーグ杯         | リーグ杯         | 天皇杯           | 天皇杯           | 期間通算         | 期間通算         |
| ---------------- | ---------------- | ---------------- | ---------------- | ---------------- | ---------------- | ---------------- | ---------------- | ---------------- | ---------------- | ---------------- | ---------------- |
| 2020             | C大阪            | 11               | J1               | 3                | 0                | 2                | 0                |                  |                  |                  |                  |
| 通算             | 日本             | 日本             | J1               | 3                | 0                | 2                | 0                |                  |                  |                  |                  |
| 総通算           | 総通算           | 総通算           | 総通算           | 3                | 0                | 2                | 0                |                  |                  |                  |                  |

## タイトル
シャペコエンセ
- カンピオナート・カタリネンセ: 2016, 2017